# Cyriopalus pascoei
Cyriopalus pascoei là một loài bọ cánh cứng trong họ Cerambycidae.